# Joseph Pioz
Joseph Pioz (1923) è un boccista francese, quattro volte campione del mondo nella specialità del volo.
È considerato il più forte esponente dei boccisti francesi del XX secolo ed è stato quattro volte campione del mondo nella specialità del volo (1950, 1951, 1952, 1956),
A metà degli anni cinquanta, a causa di una malattia, si è ritirato prematuramente dall'attività agonistica.

## Palmarès
- Campionati mondiali: 4

1950, 1951, 1952, 1956